# مقاطعة ميغز (أوهايو)
مقاطعة ميغز (بالإنجليزية: Meigs County)‏ هي إحدى مقاطعات ولاية أوهايو في الولايات المتحدة الأمريكية.

## أعلام
- أمبروز بيرس
- ألونزو جي. سميث